# 福加斯-德托尔德拉
福加斯-德托尔德拉，是西班牙加泰罗尼亚巴塞罗那省的一个市镇。总面积32平方公里，总人口806人（2001年），人口密度25人/平方公里。